# ヤナセ
株式会社ヤナセ（英: YANASE AND COMPANY, LIMITED）は、伊藤忠商事傘下の輸入車および中古車の販売業者（ディーラー）。取扱車の後部ウィンドウに貼られる、黄地に青字の「YANASE」ステッカーで知られる。2023年現在のキャッチフレーズは「クルマはつくらない。クルマのある人生をつくっている。」。

## 概要
日本国内に新車販売店174店舗と、中古車販売店31店舗を持つ。直営の販売店に加え、特定の輸入車ブランドを扱う子会社組織や、一部の地方における関連会社がある。
かつては、「いいものだけを世界から」というキャッチフレーズを前面に出し、テレビ・ラジオの番組提供などでCMも放映され、欧米自動車ブランドの輸入者（インポーター）でもあったが、2002年（平成14年）までにはそれら全ての輸入権をメーカー系インポーターに譲渡した（後述）。近年中古車販売の比率が上昇しており、現在の販売台数のおおむね45%は中古車である。
主に研磨剤を中心に扱う柳瀬株式会社とは一切無関係。(同社のHPには混同を避けるため「ケンマのヤナセ」と記載されている)また大阪市城東区にある潤滑油メーカーのヤナセ製油とも関係はない。

## 歴史

### 設立
梁瀬長太郎が1915年（大正4年）5月25日、東京・日比谷に設立した梁瀬商会を前身とする。はじめはトラックやバスのコーチビルダー（車体製造業者）として事業開始したが、三井物産の輸入車部門を長太郎がMBOした。

### 経営多角化
1919年（大正8年）、現本社のある東京府芝浦に工場を開設。GM（ゼネラルモーターズ）のビュイック、キャデラックの輸入から始まり、イタリアのフィアットや電気自動車のミルバーンなどの輸入やバス、タクシー会社経営、車体製造など幅広い分野に手を広げた。
1920年（大正9年）1月27日、梁瀬自動車株式会社を設立して会社組織化。また1923年（大正12年）には、ヨーロッパに出張中［誰が？］に関東大震災の発生を聞き、復興のために自動車需要が増加することを予想し即座に2,000台のシボレーなどの輸入を決め、その後大きく販売数を伸ばした。
1924年（大正13年）5月18日、東京日本橋に自動車ショールームを開設した。
その後日本でもシボレーやフォードなどの一般及び業務向け乗用車の現地生産が始まり、また1920年代後半から日産自動車やオオタなどが小型乗用車の生産を始めると、上流階級や富裕層が好むビュイックやキャデラックの販売を強化し、第二次世界大戦後も同様の高級路線を取ることにつながった。

### 外国車インポーター時代
1941年（昭和16年）11月14日、梁瀬自動車工業株式会社に社名変更。第二次世界大戦中は一時自動車輸入事業を停止していたが、1945年（昭和20年）11月29日、社名を梁瀬自動車株式会社に復帰。半年前の同年5月には梁瀬次郎が二代目社長に就任している。その後GMの各ブランドやメルセデス・ベンツ、フォルクスワーゲン（傘下のアウディも含む）と取り扱い車種を増やした。
1963年（昭和38年）2月1日、株式会社梁瀬に社名変更。1965年（昭和40年）、日本への自動車輸入が完全自由化された後も、本国に比べて高価な価格設定、上位グレード中心の車種設定、髙島屋などの高級デパートへの出店、避暑地である軽井沢に夏の期間のみアフターサービス拠点を開くなど、国産車の購入者に比べ裕福な層に対象を絞り「高級車」イメージを強調するブランド戦略により、第二次世界大戦前のままに日本における輸入自動車を「特別な存在」、「富裕層の象徴」に位置付けた。
1969年（昭和44年）12月1日、株式会社ヤナセに社名変更。日本車ディーラーなみの全国に広がるネットワークと、顧客に対するきめ細かいサービスのノウハウなどは高い評価を受け、日本最大手の自動車輸入事業者（インポーター）となり、「輸入車＝ヤナセ」と言われるほどの存在になった（実際の輸入業務はヤナセの100%子会社であるウエスタン自動車が行い、販売をヤナセが行うという形態をとっていた）。
なお、1980年代から1990年代にかけては、GMと提携していたいすゞ自動車の複数の車種や、日産自動車が国内で生産していたフォルクスワーゲン・サンタナを扱っていたこともある。
梁瀬次郎はゼネラルモーターズの各ブランドなどのアメリカ車の日本国内での普及に貢献したとされ、2004年（平成16年）に日本人で3人目の自動車殿堂入りをしている。

### 再度の経営多角化
梁瀬次郎の掛け声の下で総合商社への進展を図り、自動車の輸入販売ばかりではなく、クルーザー（ハトラス他）、アラジンストーブやノースアメリカンベアの輸入、アパレル事業（シャルベ、モラビト他）、宝飾品（フレッド他）の展開、胡蝶蘭の生産、アルファレコードへの資本参加などの経営多角化を行ったが、1990年代初頭のバブル景気崩壊と、フォルクスワーゲンの輸入権喪失による経営再建の過程でほとんどの部門から撤退した。
しかしその後も1952年（昭和27年）設立のテレビコマーシャル制作会社ティー・シー・ジェー（1969年までの社名は「日本テレビジョン株式会社」）は継続して保有（97%出資）している。

### 輸入権の譲渡から現在
1990年代以降、欧米の自動車会社各社が自ら設立した日本法人で輸入事業務を行うことが一般化した。販売政策を巡る意見の相違もあり、1992年（平成4年）にはフォルクスワーゲンとアウディの輸入権を、2000年（平成12年）以降にはGM系ブランドの輸入権を、それぞれのメーカーが設立した日本法人に譲渡した。
キャデラックとサーブの輸入権を譲渡した2002年（平成14年）末の時点で、自動車輸入事業からは事実上撤退した。その後乗用車以外で唯一残っていたウニモグの輸入権も2005年（平成17年）11月に返上したことで自動車輸入事業からは完全撤退し、メルセデス・ベンツを始め、BMWやボルボを含む多ブランドの新車・中古車を扱う輸入車ディーラーとなっている。
輸入車分野における新車販売の競争が激化する中、中古車販売店「ブランドスクエア」に注力している。2018年4月には、往年の名車のレストアサービスを行う「ヤナセクラシックカーセンター」を横浜市都筑区に開店している。またスキー場向けのピステンブーリー（特殊無限軌道車両）や、ファッション商品の輸入事業は継続している。
創業以来梁瀬一族による同族経営であったが、2003年（平成15年）以降は伊藤忠商事傘下での経営再建を行っている。2017年（平成29年）5月には、海外事業の展開を図ることを目的とし伊藤忠商事による株式公開買付けを実施。現在は同社の連結子会社となっている。

### 芝浦本社の再開発

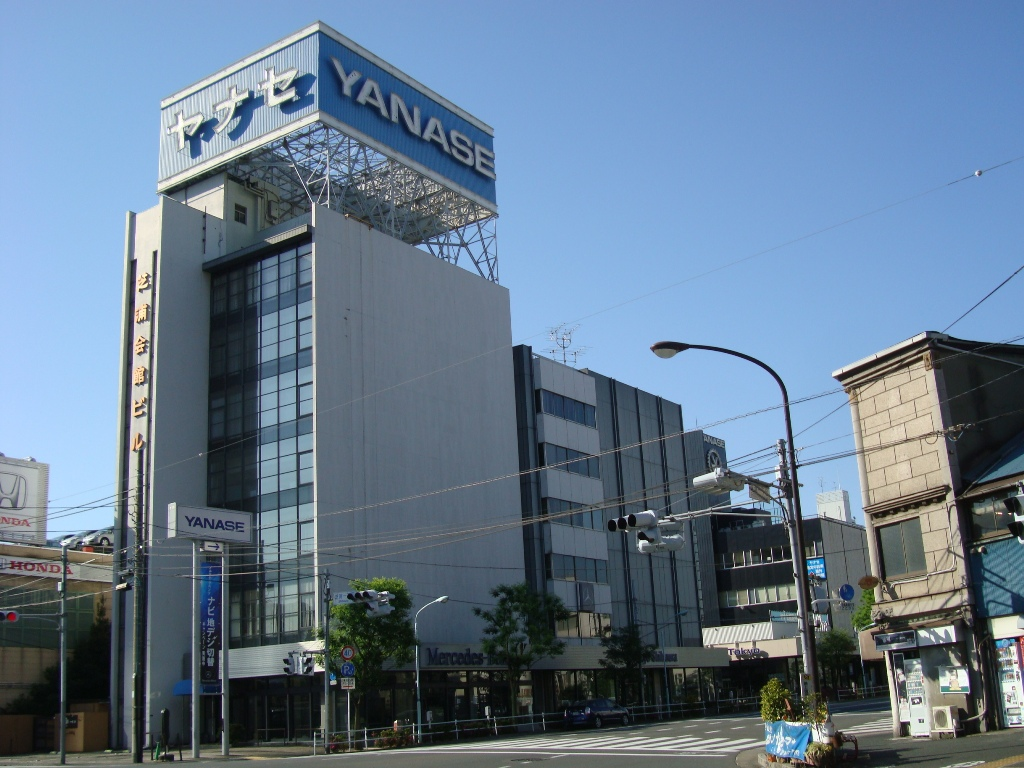
旧本社社屋（2011年）

2011年（平成23年）、本館が1962年（昭和37年）、新館が1970年（昭和45年）の竣工であり老朽化していた本社社屋の解体・再開発が着手され、2012年（平成24年）10月31日に鴻池組が施工した地上6階、高さ29.25m、延床面積23,975.63㎡（旧本社社屋の約1.6倍の延床面積）の新本社社屋が竣工し、同年12月1日より営業をスタートした。再開発は伊藤忠商事、日本土地建物などとの共同で行われ、新本社社屋のほか、34階建て、総戸数882戸の超高層マンションであるグローバルフロントタワーが建設された。

### ヤナセ クラシックカーセンター
2018年（平成30年）4月5日、横浜市都筑区にヤナセクラシックカーセンターをオープン。各支店やBPセンターで、口コミベースで行ってきたレストア業務を事業化。

### ヤナセ プレミアムカーレンタル
2016年（平成28年）4月、ニッポンレンタカーと提携し、当社が取り扱うプレミアムブランドのレンタカー事業を開始。

## 主な取扱ブランド（自動車）
- ダイムラー
  - メルセデス・ベンツ
  - スマート
- BMW（四輪車)　二輪車は2014年8月までの取り扱い
- フォルクスワーゲン （1953～1992年、2005年～）
- キャデラック
- アウディ（1967～1992年、2002～2007年、2007年～）[注釈 7]

- ポルシェ（2018年～[7]、子会社の「ヤナセプレストオート」が運営。福岡スバルから事業承継。）
- シボレー
- フェラーリ（2024年4月～）

### 過去に取り扱っていたブランド
- プリンス(1957年〜1974年[8])
- いすゞ
- レオ
- ビュイック（1915年〜1996年）
- ポンティアック
- サターン
- オールズモビル
- ボクスホール
- オペル
- アンフィカー
- ウニモグ
- ルノー
- ボルボ・カーズ（1960〜1974年、2006〜2009年）
- ハマー
- クライスラーLLC（2001〜2009年）
  - クライスラー
  - ジープ
  - ダッジ
- サーブ
- BMWモトラッド（2003～2014年）

## 自動車以外の過去に取り扱っていた商品
☆は2024年10月31日まで存在していた関連子会社のヤナセ産業機器販売が販売していた製品・ブランド
- アラジンブルーフレームヒーター☆ - イギリス製の石油ストーブ
- ハトラス - アメリカの高級クルーザー
- カーバー - アメリカのプレジャーボート
- シャルベ - フランスのドレスシャツブランド
- フレッド - フランスの高級宝飾ブランド（LVMH傘下）
- モラビト（MORABITO） - フランスの最高級バッグブランド
- スノースロワー☆ - 家庭用・業務用の除雪機ブランド。製造委託元はコンマ製作所[10]
- モスキートマグネット☆ - 屋外用蚊取り装置のブランド